# Ànec canyella
L'ànec canyella (Tadorna ferruginea) és un membre de la família Anatidae.
Principalment viu des del sud-est d'Europa a la Xina central és migratori i hiverna al sud d'Àsia. Fa de 58–70 cm de llarg.
Als Països Catalans es pot presentar com a espècie accidental a final d'estiu.
És considerat sagrat pel budisme al Tibet i Mongòlia.